# ديفيد جونسون (لاعب كرة قدم)
ديفيد جونسون (بالإنجليزية: David Johnson)‏ (29 أكتوبر 1940 في المملكة المتحدة - ) هو لاعب كرة قدم بريطاني في مركز الهجوم. لعب مع شيفيلد وينزداي ونادي هارتلبول يونايتد ولينكولن سيتي أف سي ونادي ألترينتشام.

## وصلات خارجية
- دايفيد جونسون على موقع قاعدة بيانات كرة القدم.إي يو (الإنجليزية)
- دايفيد جونسون على موقع قاعدة بيانات كرة القدم.إي يو (الإنجليزية)